# Трайон (Джорджія)
Трайон (англ. Trion) — місто (англ. town) в США, в окрузі Чаттуга штату Джорджія. Населення — 1960 осіб (2020).

## Географія
Трайон розташований за координатами 34°32′54″ пн. ш. 85°18′39″ зх. д. / 34.54833° пн. ш. 85.31083° зх. д. (34.548418, -85.310769).  За даними Бюро перепису населення США в 2010 році місто мало площу 9,96 км², з яких 9,93 км² — суходіл та 0,03 км² — водойми.

## Демографія
Згідно з переписом 2010 року, у місті мешкало 1827 осіб у 668 домогосподарствах у складі 460 родин. Густота населення становила 183 особи/км².  Було 766 помешкань (77/км²).
Расовий склад населення:
| - 77,1 % — білих - 2,1 % — чорних або афроамериканців - 1,0 % — азіатів - 0,3 % — вихідців з тихоокеанських островів - 0,3 % — корінних американців - 15,8 % — осіб інших рас |

До двох чи більше рас належало 3,5 %. Частка іспаномовних становила 21,0 % від усіх жителів.
За віковим діапазоном населення розподілялося таким чином: 30,3 % — особи молодші 18 років, 56,4 % — особи у віці 18—64 років, 13,3 % — особи у віці 65 років та старші. Медіана віку мешканця становила 31,8 року. На 100 осіб жіночої статі у місті припадало 99,9 чоловіків;  на 100 жінок у віці від 18 років та старших — 92,0 чоловіків також старших 18 років.
Середній дохід на одне домашнє господарство  становив 49 562 долари США (медіана — 39 942), а середній дохід на одну сім'ю — 54 390 доларів (медіана — 40 100). Медіана доходів становила 30 915 доларів для чоловіків та 28 603 долари для жінок. За межею бідності перебувало 28,0 % осіб, у тому числі 46,2 % дітей у віці до 18 років та 17,2 % осіб у віці 65 років та старших.
Цивільне працевлаштоване населення становило 965 осіб. Основні галузі зайнятості: виробництво — 43,4 %, освіта, охорона здоров'я та соціальна допомога — 16,4 %, роздрібна торгівля — 9,5 %, науковці, спеціалісти, менеджери — 6,2 %.